# RAC 105 TV
RAC 105 TV, antigament conegut com a 105 TV, fou un canal musical privat català que emetia videoclips de música actual i grans èxits. Va començar les seves emissions el 9 de febrer del 2008 pel quart canal del múltiplex d'Emissions Digitals de Catalunya, i va deixar d'emetre el primer de juny del 2020 per a donar pas a Fibracat TV.
El primer videoclip emès per aquest canal va ser Video Killed the Radio Star del grup anglès The Buggles, casualment, el mateix que va inaugurar l'emissió de l'MTV. L'últim videoclip que s'emeté el primer de juny del 2020, quan desaparegué el senyal a les 6:09 del matí, va ser Breathin d'Ariana Grande.
Des de l'inici d'emissions s'anomenà 105 TV, fins que al 25 de gener de 2010 el canal canvià aquesta denominació per RAC 105 TV, unificant la marca amb l'emissora de ràdio del mateix nom, amb la qual compartí web des de llavors.

## Logotips
Durant la seva història, va tenir tres imatges corporatives corresponents a l'etapa com a 105 TV i a l'etapa RAC 105 TV:

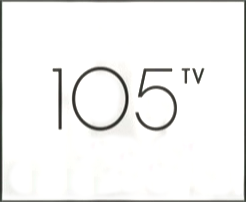
Des del 2008 fins al 2010
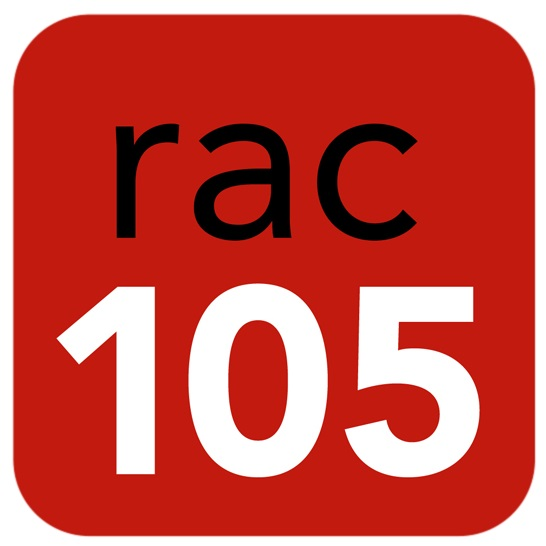
Des del 2010 fins al 2017
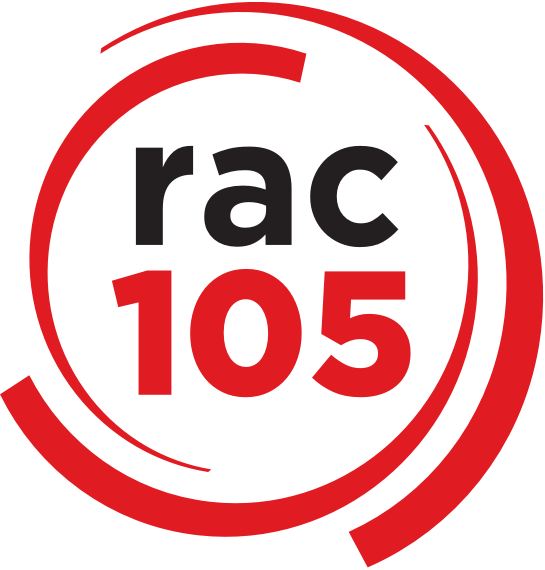
Des del 2017 fins al 2020

## Programes i programació
- Artista 105: repàs de trajectòries musicals d'artistes de pop-rock. S'emetia els dimarts de 22h a 23h i els dissabtes de 14h a 15h.
- Live 105: concerts i música en directe. S'emetia els divendres de 22h a 23h i els diumenges de 14h a 15h.
- Top 105: llista de les 10 peces més destacades del moment. S'emetia de dilluns a divendres de 21h a 22h.

La resta de la programació s'omplia amb una selecció de videoclips de música actual i grans èxits. Segons la franja del dia en què s'emetien, rebien un nom diferent: Matí 105 (de dilluns a divendres de 6h a 10h), Nit 105 (de dilluns a divendres de 23h a 6h i els dissabtes i diumenges de 22h a 6h) i Fórmula 105 (de dilluns a divendres de 10h a 14h i de 15h a 21, i els dissabtes i diumenges de 6h a 14h i de 15h a 22h).

## Audiències
| Any  | Gener | Febrer | Març | Abril | Maig | Juny | Juliol | Agost | Setembre | Octubre | Novembre | Desembre | Mitjana anual |
| ---- | ----- | ------ | ---- | ----- | ---- | ---- | ------ | ----- | -------- | ------- | -------- | -------- | ------------- |
| 2011 |       |        |      |       |      |      |        | 0,2%  | 0,2%     |         |          |          |               |
| 2020 | 0,1%  | 0,1%   | 0,1% | 0,0%  | 0,0% |      |        |       |          |         |          |          |               |